# Buzánszky Jenő
Buzánszky Jenő (Újdombóvár, 1925. május 4. – Esztergom, 2015. január 11.) a Nemzet Sportolója címmel kitüntetett 49-szeres magyar válogatott labdarúgó, az Aranycsapat hátvédje, edző, sportvezető. 1943 és 1947 között MÁV-munkás, 1947–1978 között a Dorogi Szénbányák munkatársa. 2010. május 4. óta a dorogi stadion az ő nevét viseli.

## Életpályája
Újdombóváron az Esterházy Miklós nádor Katolikus Főgimnáziumban érettségizett. Ezután a MÁV Vasúti Tisztképzőjét végezte el.

### Klubcsapatban
Klubjai: Dombóvári Vasutas (1938–1946), Pécsi VSK (1946–1947), Dorogi AC (1947–1949), Dorogi Tárna (1949–1950), Dorogi AC (1957–1960)
A PVSK-hoz 1946-ban igazolt le, amely ekkor esett ki az NB I-ből. A csapatban centert játszott, edzője Szabó Petár volt.
Dorogon 274 élvonalbeli mérkőzésen szerepelt (a klub többször cserélt nevet: Dorogi Tárna, Dorogi Bányász, Dorogi AC), az NB II-ben 56 mérkőzésen lépett pályára. Hivatalos bajnoki mérkőzéseken 25 gólt rúgott. A legjobb eredményük két 5. hely (1950 ősz, 1955), a vidék legjobbja cím birtokosa két alkalommal (Dorogi Bányász, 1954 és 1955). Grosics Gyulával ketten voltak az aranycsapat dorogi tagjai.

### A válogatottban
1950 és 1956 között 49 alkalommal szerepelt a válogatottban. Tagja volt az olimpiai győztes csapatnak 1952-ben Helsinkiben. Játszott 1953-ban Londonban, Anglia ellen az évszázad mérkőzésén. Az 1954-es világbajnokság mind az öt mérkőzésen játszott, így a berni döntőben is, ahol ezüstérmet szerzett a csapattal.

### Edző, sportvezető
A Testnevelési Főiskolán szerzett diplomát szakedzői tagozaton 1964-ben. 1960 és 1972 között edző. 1961–65 és 1967–69 között a Dorogi Bányász edzője, 1972-85 között ugyanott technikai vezető. 1965–67 között és 1970–71-ben az Esztergomi Vasas edzője, 1972-től a Fősped Szállítóknál dolgozott.
1985–1993 között a Komáromi illetve Komárom-Esztergom megyei Labdarúgó-szövetség elnökhelyettese, 1993–97 között elnök. 1993-tól kezdve az MLSZ elnökségi tagja volt, az utánpótlás bizottság elnökhelyettese.

### Utolsó évei
A Debreceni Egyetemen már több mint tíz alkalommal rendeztek a tiszteletére labdarúgókupát, míg Pécsett a Leőwey Klára Gimnáziumban 2013-ban már hatodszor volt sikere az Aranycsapat korábbi játékosáról elnevezett kupának az iskola végzősei között. 2011 óta minden évben megmérkőznek a trófeáért Pécs meghívott középiskolái is. Ezeken az eseményeken Buzánszky Jenő is rendszeresen részt vett. Városának, Dorognak a stadionja a képviselő-testület döntése alapján 2010 májusától a Buzánszky Jenő Stadion nevet viseli.
Buzánszky Jenő tudásával aktívan támogatta a magyar futballt, hiszen a KÉSZ Labdarúgó Akadémia „Új Utakon” programjának szakmai felügyelőjeként és védnökeként segítette az utánpótlás-nevelést.

### Halála, búcsúztatása, nyughelye
2015. január 11-én halt meg az esztergomi kórházban, az Aranycsapat tagjai közül utolsóként.
2015. január 30-án vettek végső búcsút a Nemzet Sportolójától a budapesti Szent István-bazilikában, majd annak altemplomában helyezték csapattársai: Puskás Ferenc, Kocsis Sándor és Grosics Gyula mellé örök nyugalomra.

## Sikerei, díjai
- Olimpiai játékok
  - aranyérmes: 1952 (Helsinki)
- Világbajnokság
  - ezüstérmes: 1954 (Svájc)
- Munka Érdemrend (1953)[9]

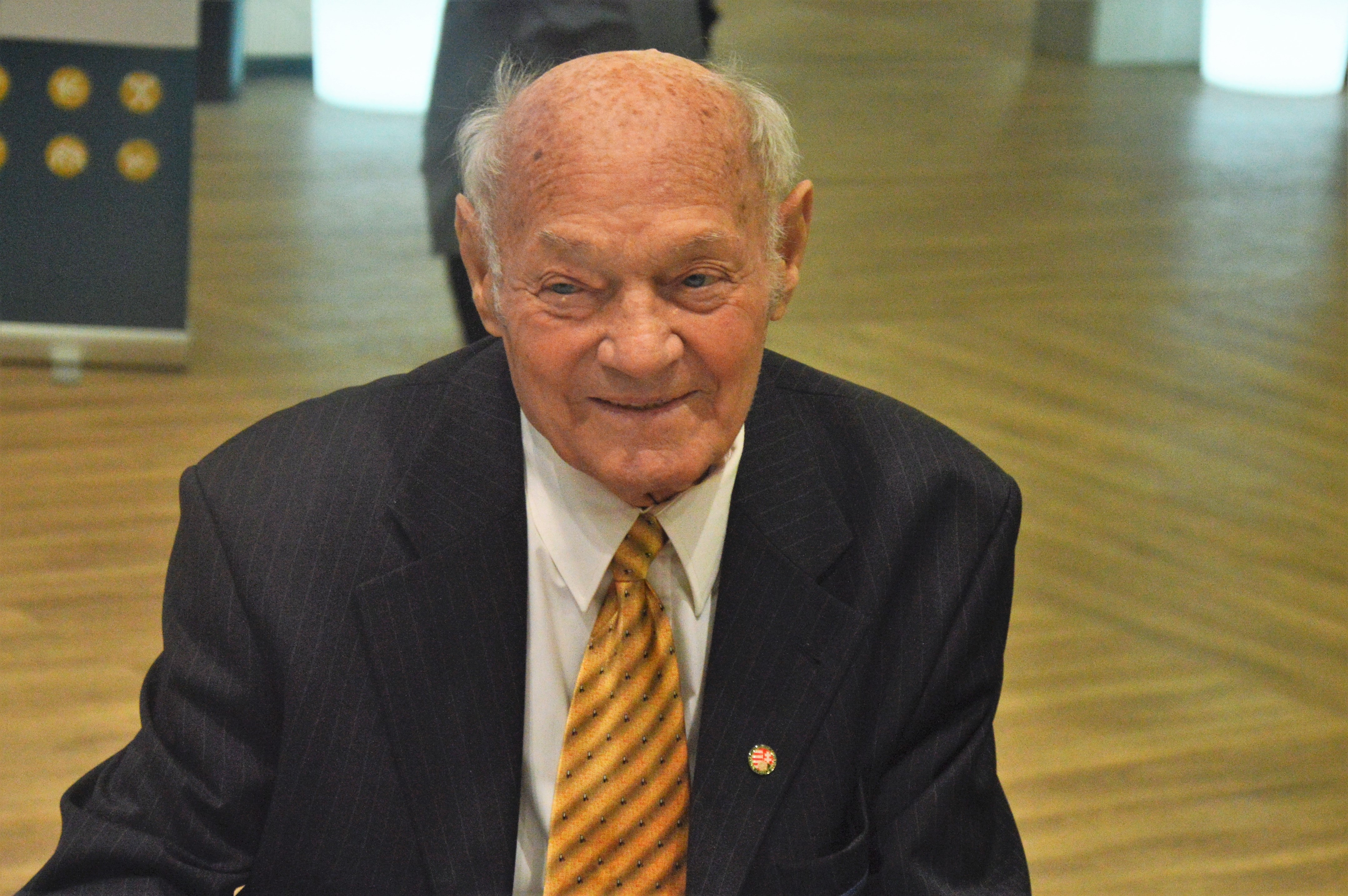
Buzánszky Jenő 2014. decemberi utolsó nyilvános megjelenése

- A Magyar Népköztársaság Érdemes Sportolója (1954)[10]
- Olimpiai érdemérem (1986)
- Dombóvár díszpolgára (1991)
- Dorog díszpolgára (1993)[11]
- A Magyar Köztársasági Érdemrend középkeresztje (1993)[12]
- A Dorogi FC Örökös Tagja (1999)
- Csik Ferenc-díj (2001)
- Farkaslaka díszpolgára (2006)[13]
- Szent István-díj (2007)
- Prima Primissima díj (2010)
- A Nemzet Sportolója (2011)[14]
- Emberi Méltóságért (2014)[15]
- Királyhelmec díszpolgára (2017)[16] /posztumusz/

## Statisztika

### Mérkőzései a válogatottban
| Magyarország | Magyarország         | Magyarország                        | Magyarország       | Magyarország | Magyarország  | Magyarország          | Magyarország | Magyarország |
| #            | Dátum                | Helyszín                            | Hazai              | Eredmény     | Vendég        | Kiírás                | Gólok        | Esemény      |
| ------------ | -------------------- | ----------------------------------- | ------------------ | ------------ | ------------- | --------------------- | ------------ | ------------ |
| 1.           | 1950. november 12.   | Szófia, Narodna Armija-stadion      | Bulgária           | 1 – 1        | Magyarország  | barátságos            | -            |              |
| 2.           | 1951. november 18.   | Budapest, Megyeri úti stadion       | Magyarország       | 8 – 0        | Finnország    | barátságos            | -            |              |
| 3.           | 1952. május 18.      | Budapest, Üllői úti stadion         | Magyarország       | 5 – 0        | NDK           | barátságos            | -            |              |
| 4.           | 1952. május 24.      | Moszkva, Dinamo-stadion             | Moszkva-válogatott | 1 – 1        | Magyarország  | barátságos            | -            |              |
| 5.           | 1952. május 27.      | Moszkva, Dinamo-stadion             | Moszkva-válogatott | 2 – 1        | Magyarország  | barátságos            | -            |              |
| 6.           | 1952. június 15.     | Varsó, CWKS-stadion                 | Lengyelország      | 1 – 5        | Magyarország  | barátságos            | -            |              |
| 7.           | 1952. június 22.     | Helsinki, Olimpiai Stadion          | Finnország         | 1 – 6        | Magyarország  | barátságos            | -            |              |
| 8.           | 1952. július 21.     | Helsinki, Pallokenttä stadion (FIN) | Magyarország       | 3 – 0        | Olaszország   | olimpiai nyolcaddöntő | -            |              |
| 9.           | 1952. július 24.     | Kotka, Kotka stadion (FIN)          | Magyarország       | 7 – 1        | Törökország   | olimpiai negyeddöntő  | -            |              |
| 10.          | 1952. július 28.     | Helsinki, Olimpiai Stadion (FIN)    | Magyarország       | 6 – 0        | Svédország    | olimpiai elődöntő     | -            |              |
| 11.          | 1952. augusztus 2.   | Helsinki, Olimpiai Stadion (FIN)    | Jugoszlávia        | 0 – 2        | Magyarország  | olimpiai döntő        | -            |              |
| 12.          | 1952. szeptember 20. | Bern, Wankdorf Stadion              | Svájc              | 2 – 4        | Magyarország  | Európa-kupa           | -            |              |
| 13.          | 1952. október 19.    | Budapest, Megyeri úti stadion       | Magyarország       | 5 – 0        | Csehszlovákia | barátságos            | -            |              |
| 14.          | 1953. április 26.    | Budapest, Megyeri úti stadion       | Magyarország       | 1 – 1        | Ausztria      | barátságos            | -            |              |
| 15.          | 1953. május 17.      | Róma, Olimpiai Stadion              | Olaszország        | 0 – 3        | Magyarország  | Európa-kupa           | -            |              |
| 16.          | 1953. július 5.      | Stockholm, Råsunda Stadion          | Svédország         | 2 – 4        | Magyarország  | barátságos            | -            |              |
| 17.          | 1953. október 4.     | Prága, Hadsereg-stadion             | Csehszlovákia      | 1 – 5        | Magyarország  | barátságos            | -            |              |
| 18.          | 1953. október 11.    | Bécs, Práter-stadion                | Ausztria           | 2 – 3        | Magyarország  | barátságos            | -            |              |
| 19.          | 1953. november 15.   | Budapest, Népstadion                | Magyarország       | 2 – 2        | Svédország    | barátságos            | -            |              |
| 20.          | 1953. november 25.   | London, Wembley Stadion             | Anglia             | 3 – 6        | Magyarország  | barátságos            | -            |              |
| 21.          | 1954. február 12.    | Kairó                               | Egyiptom           | 0 – 3        | Magyarország  | barátságos            | -            |              |
| 22.          | 1954. április 11.    | Bécs, Práter-stadion                | Ausztria           | 0 – 1        | Magyarország  | barátságos            | -            |              |
| 23.          | 1954. május 23.      | Budapest, Népstadion                | Magyarország       | 7 – 1        | Anglia        | barátságos            | -            |              |
| 24.          | 1954. június 17.     | Zürich, Hardturm stadion (SUI)      | Magyarország       | 9 – 0        | Dél-Korea     | vb-csoportkör         | -            |              |
| 25.          | 1954. június 20.     | Bázel, St. Jakob stadion (SUI)      | Magyarország       | 8 – 3        | NSZK          | vb-csoportkör         | -            |              |
| 26.          | 1954. június 27.     | Bern, Wankdorfstadion (SUI)         | Magyarország       | 4 – 2        | Brazília      | vb-negyeddöntő        | -            |              |
| 27.          | 1954. június 30.     | Lausanne, Olimpiai Stadion (SUI)    | Magyarország       | 4 – 2        | Uruguay       | vb-elődöntő           | -            |              |
| 28.          | 1954. július 4.      | Bern, Wankdorf Stadion (SUI)        | NSZK               | 3 – 2        | Magyarország  | vb-döntő              | -            |              |
| 29.          | 1954. szeptember 19. | Budapest, Népstadion                | Magyarország       | 5 – 1        | Románia       | barátságos            | -            |              |
| 30.          | 1954. szeptember 26. | Moszkva, Dinamo-stadion             | Szovjetunió        | 1 – 1        | Magyarország  | barátságos            | -            |              |
| 31.          | 1954. október 10.    | Budapest, Népstadion                | Magyarország       | 3 – 0        | Svájc         | barátságos            | -            |              |
| 32.          | 1954. október 24.    | Budapest, Népstadion                | Magyarország       | 4 – 1        | Csehszlovákia | barátságos            | -            |              |
| 33.          | 1954. november 14.   | Budapest, Népstadion                | Magyarország       | 4 – 1        | Ausztria      | barátságos            | -            |              |
| 34.          | 1954. december 8.    | Glasgow, Hampden Park               | Skócia             | 2 – 4        | Magyarország  | barátságos            | -            |              |
| 35.          | 1955. április 24.    | Bécs, Práter-stadion                | Ausztria           | 2 – 2        | Magyarország  | Európa-kupa           | -            |              |
| 36.          | 1955. május 11.      | Stockholm, Råsunda Stadion          | Svédország         | 3 – 7        | Magyarország  | barátságos            | -            |              |
| 37.          | 1955. május 15.      | Koppenhága, Boldklub-pálya          | Dánia              | 0 – 6        | Magyarország  | barátságos            | -            |              |
| 38.          | 1955. május 29.      | Budapest, Népstadion                | Magyarország       | 3 – 1        | Skócia        | barátságos            | -            |              |
| 39.          | 1955. szeptember 17. | Lausanne, Olimpiai Stadion          | Svájc              | 4 – 5        | Magyarország  | Európa-kupa           | -            |              |
| 40.          | 1955. szeptember 25. | Budapest, Népstadion                | Magyarország       | 1 – 1        | Szovjetunió   | barátságos            | -            |              |
| 41.          | 1955. október 16.    | Budapest, Népstadion                | Magyarország       | 6 – 1        | Ausztria      | Európa-kupa           | -            |              |
| 42.          | 1955. november 13.   | Budapest, Népstadion                | Magyarország       | 4 – 2        | Svédország    | barátságos            | -            |              |
| 43.          | 1955. november 27.   | Budapest, Népstadion                | Magyarország       | 2 – 0        | Olaszország   | Európa-kupa           | -            |              |
| 44.          | 1956. február 19.    | Isztambul                           | Törökország        | 3 – 1        | Magyarország  | barátságos            | -            |              |
| 45.          | 1956. február 29.    | Bejrút                              | Libanon            | 1 – 4        | Magyarország  | barátságos            | -            | 46'          |
| 46.          | 1956. április 29.    | Budapest, Népstadion                | Magyarország       | 2 – 2        | Jugoszlávia   | Európa-kupa           | -            |              |
| 47.          | 1956. június 3.      | Brüsszel, Heysel Stadion            | Belgium            | 5 – 4        | Magyarország  | barátságos            | -            |              |
| 48.          | 1956. június 9.      | Lisszabon, Luz Stadion              | Portugália         | 2 – 2        | Magyarország  | barátságos            | -            |              |
| 49.          | 1956. július 15.     | Budapest, Népstadion                | Magyarország       | 4 – 1        | Lengyelország | barátságos            | -            |              |
|              | Összesen             |                                     |                    | 49           | mérkőzés      |                       | 0            | gól          |

## Emlékezete

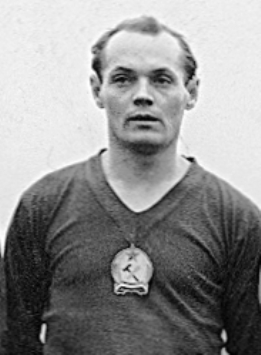
Buzánszky Jenő fiatalon

- 2010. május 4. óta a dorogi stadiont tiszteletére Buzánszky Jenő Stadionnak nevezik.
- 2011. november 25-én a londoni 6:3-as győzelem évfordulóján a MÁV 470 010-4 számú Siemens Taurus mozdonyára az Aranycsapat tagjaként Buzánszky Jenő is felkerült. A vállalat így állított a legendás csapatnak emléket.[17]
- 2015. november 26-án a Debreceni Egyetem Sporttudományi Oktatóközpontjának új épülete előtt leleplezték Buzánszky Jenő egész alakos bronz szobrát, Juha Richárd alkotását.[18]

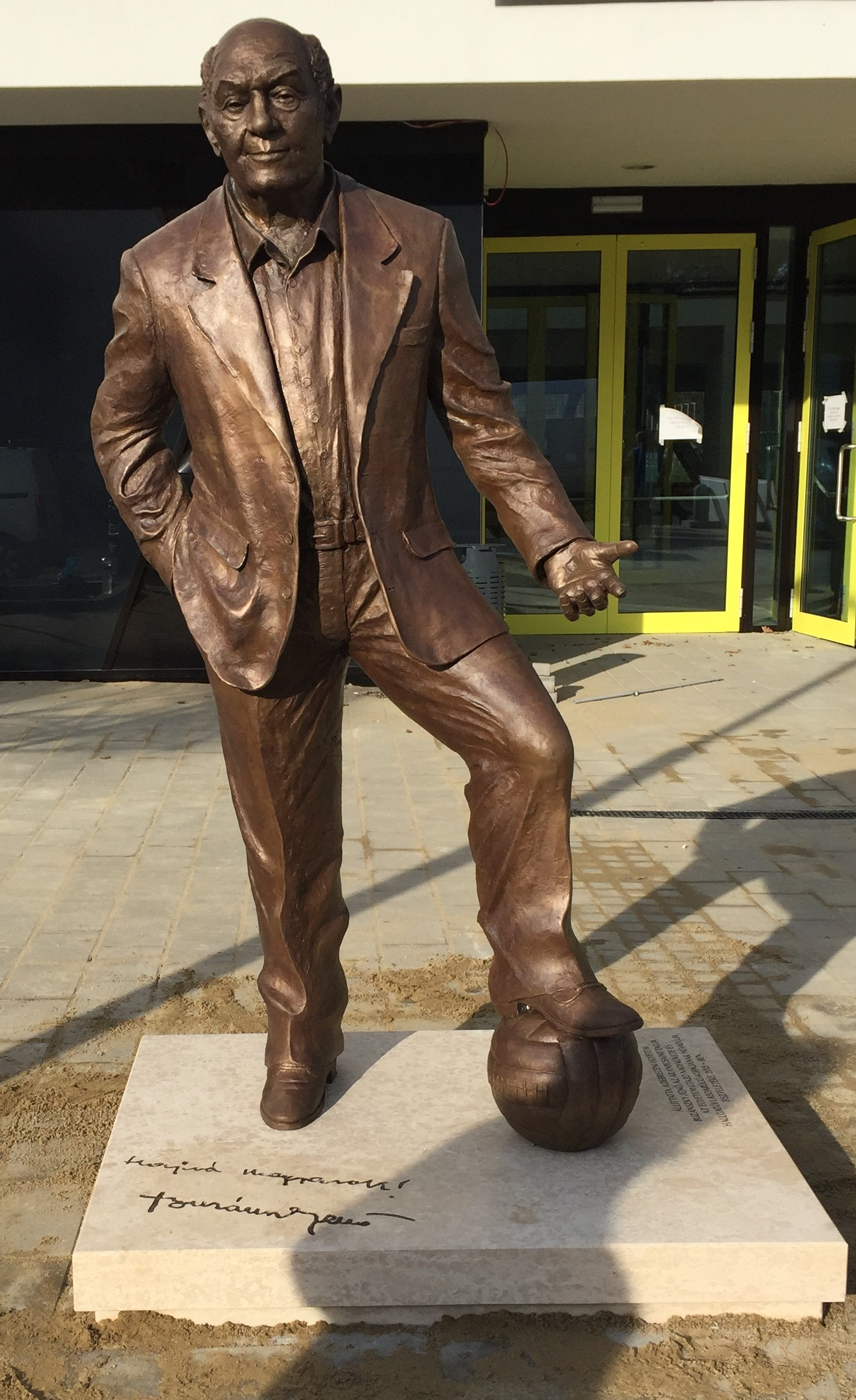
Buzánszky Jenő bronzszobra Debrecenben (Juha Richárd alkotása)

- Emléktábla egykori dorogi lakóházán (2016)[19]
- 2019. május 11. Farkaslaka sportbázisa névadó ünnepségén felvette a Buzánszky Jenő nevet.[20]